# Waaggebouwen in Friesland
In Friesland staan nog vijftien gebouwen die de functie van waag hebben gehad. De waaggebouwen verloren hun functie en hebben sindsdien andere bestemmingen, zoals VVV-kantoor of Oudheidkamer.

## Geschiedenis
Het oudste nog bestaande gebouw in Friesland is de waag van Leeuwarden uit 1598, dat echter in 1880 de waagfunctie verloor aan het Beurs- en waaggebouw. In de plaatsen Bolsward, Hindeloopen en Lemmer maakte de waag deel uit van het gemeentehuis.
Meestal lag de waag aan een vaarweg of haven om de boter en kaas aan te voeren.

## Tabel Waaggebouwen
| Waaggebouw  | Jaar | Afbeelding |
| ----------- | ---- | ---------- |
| Bolsward    | 1617 |            |
| Dokkum      | 1754 |            |
| Franeker    | 1657 |            |
| Gorredijk   | 1875 |            |
| Harlingen   | 1733 |            |
| Hindeloopen | 1683 |            |
| Kollum      | 1779 |            |
| Langweer    | 1879 |            |
| Leeuwarden  | 1598 |            |
| Leeuwarden  | 1880 |            |
| Lemmer      |      |            |
| Makkum      | 1698 |            |
| Oldeboorn   | 1736 | Oldeboorn  |
| Sloten      | 1759 |            |
| Workum      | 1650 | Workum     |

Van diverse andere plaatsen is bekend dat er ooit een waag heeft gestaan, zoals in Akkrum, Balk, Heerenveen, IJlst, Irnsum, Joure, Sneek, Stavoren, Wirdum, Wolvega, Wommels en Woudsend.